# Интерстудент
Интерстудент - конкурс на лучшего иностранного студента в Польше.
Конкурс проводится с 2009 года для иностранцев, обучающихся в польских университетах. Каждый год в рамках конкурса выбирается один лучший студент в следующих категориях: бакалавриат, магистратура и докторантура. В настоящее время около 72 тыс. иностранных студентов из 166 стран учатся в Польше.
Призы в форме дипломов и статуэток присуждаются на торжественном мероприятии, которое проводится каждый год в разных городах.

## Победители
| Год  | Место мероприятия                                                             | Бакалавриат | Магистратура | Докторантура |
| ---- | ----------------------------------------------------------------------------- | --- | --- | --- |
| 2018 | Силезский технологический университет в Гливицах                              | Айгерим Балхашбаева (Казахстан), Университет социальной психологии и гуманитарных наук                                                             | Сафура Реза (Афганистан, Франция), Вроцлавский природоведческий университет                                                                 | Владимир Левоневский (Беларусь), Государственный экономический университет в Познани                                        |
| 2017 | Польская художественная галерея девятнадцатого века в Сукиеннице (Зал Краков) | Сомья Тоттамбетти (Индия), Познанский технический университет Вадим Мельник (Украина), Университет информационных технологий и управления в Жешуве | Омар Аль-Обейди (Швеция, Ирак), Медицинский колледж Ягеллонского университета Сейед Мохаммадреза Садр (Reza) (Иран), Варшавский университет | Сабина Бразевич (Литва), Университет имени Адама Мицкевича в Познани Анастасия Некрасова (Беларусь), Варшавский университет |
| 2015 | Европейский центр солидарности в Гданьске                                     | Кристина Родригес Альварес (Испания) | Тимоти Манковский (Канада) | Ассеф Саллом (Сирия) |
| 2014 | Отель „Фокус” в Люблине                                                       | Виталий Смыгур (Украина), Университет Марии Склодовской-Кюри                                                                                       | Габриэль Карпински (США), Гданьский медицинский университет                                                                                 | Гханшямбхаи Кхатри (Индия), Ягеллонский университет.                                                                        |
| 2013 | Театр Палладий (Варшава)                                                      | Алена Варакса (Беларусь), Университет имени Адама Мицкевича в Познани                                                                              | Александр М. Беляев (Беларусь), Университет Козминьского                                                                                    | Кун Чжэн (Китай), Горно-металлургическая академия имени Станислава Сташица.                                                 |
| 2012 |                                                                               | Колетт Нейман (Германия), Зелёногурский университет                                                                                                | Хох Хонг Хуат (Малайзия), Медицинский колледж Ягеллонского университета                                                                     | Елена Над (Украина), Горно-металлургическая академия имени Станислава Сташица                                               |
| 2011 |                                                                               | Антон Комыза (Украина), Лазарский университет | Анна Сугияма (Япония), Варшавский университет                                                                                               | Джанлука Олчезе (Италия), Вроцлавский университет                                                                           |
| 2009 |                                                                               | Сергей Самусев (Беларусь), Лазарский университет                                                                                                   | Агнешка Мацейкатец (Литва), Варшавский университет                                                                                          | Катажина Сиуда (Канада), Университет медицинских наук в Познани                                                             |

## Внешние ссылки
- Официальный сайт конкурса ИНТЕРСТУДЕНТ